# Sialia sialis
Sialia sialis là một loài chim trong họ Turdidae.